# Khalaan
Khalaan est un jeu vidéo 4X de stratégie au tour par tour développé par Chip et édité par Titus Software Interactive en France, et édité par Rainbow Arts en Allemagne. Sorti en 1990 sur Amiga, Atari ST et PC (DOS).

## Accueil
| Khalaan           |      |       |
| Média             | Pays | Notes |
| Joystick          | FR   | 79 %  |
| Micro News        | FR   | 4/4   |
| The Games Machine | GB   | 20 %  |